# Соколово (городской округ Клин)
Соколово — деревня в Клинском районе Московской области, в составе Зубовского сельского поселения. Население — 0 чел. (2010). До 2006 года Соколово входило в состав Зубовского сельского округа.
Деревня расположена в восточной части района, примерно в 10 км к востоку от райцентра Клин, на безымянном левом притоке реки Лутосня (правый приток Сестры), высота центра над уровнем моря 155 м. Ближайшие населённые пункты — вплотную на севере Меленки и Мякинино на противоположном берегу ручья.

## Население
| 2002 | 2006 | 2010 |
| ---- | ---- | ---- |
| 1    | →1   | ↘0   |